# Österreichische Gesellschaft für Historische Pädagogik und Schulgeschichte
Die Österreichische Gesellschaft für Historische Pädagogik und Schulgeschichte (ÖGHPS) hat ihren Sitz in Klagenfurt am Wörthersee. Sie ist eng mit der Universität Klagenfurt verbunden, insbesondere mit dem Arbeitsbereich Schulpädagogik und Historische Bildungsforschung. Die Koordination zwischen der ÖGHPS und dem Arbeitsbereich Schulpädagogik und Historische Bildungsforschung hat mit Oktober 2020 Veronika Michitsch übernommen.
Präsident der Österreichischen Gesellschaft für Historische Pädagogik und Schulgeschichte ist seit 2020 Christian Pirker. Die vorhergehenden Präsidenten waren der Gründungsrektor der Universität Klagenfurt Walter Schöler und Elmar Lechner.
Die Österreichische Gesellschaft für Historische Pädagogik und Schulgeschichte ist Betreiberin des Schulmuseums Klagenfurt und des Virtuellen Schulmuseums sowie Mitherausgeberin der Retrospektiven in Sachen Bildung. Seit 2013 gibt es die jährliche Tagung Pädagogisch-Bildungsgeschichtliche Statements, die 2019 zum siebenten Mal stattgefunden hat. Auf dieser Tagung dürfen per Definition keine elektronischen Hilfsmittel verwendet werden. In den Jahren 2020, 2021 und 2022 musste die Tagung auf Grund der Corona-Maßnahmen bzw. der Corona-Krise in Österreich abgesagt werden. Für 2023 ist eine neue Tagung in Planung.